# Myanmarische Fußballnationalmannschaft (U-23-Männer)
Die myanmarische U-23-Fußballnationalmannschaft ist eine Auswahlmannschaft myanmarischer Fußballspieler. Sie untersteht dem myanmarischen Fußballverband MFF und repräsentiert diesen international auf U-23-Ebene, etwa in Freundschaftsspielen gegen die Auswahlmannschaften anderer nationaler Verbände, bei U-23-Asienmeisterschaften sowie den Fußballturnieren der Olympischen Sommerspiele, der Asienspiele und der Südostasienspiele.
Bisher konnte sich die Mannschaft nicht für das olympische Fußballturnier qualifizieren. An der U-23-Asienmeisterschaft nahm Myanmar einmal teil, schied dabei aber 2014 bereits in der Gruppenphase aus. Bei den Südostasienspielen 2007 und 2015 gewann die Mannschaft jeweils die Silbermedaille. An den Asienspiele nahm Myanmar 2018 erstmals teil, kam dabei aber nicht über die Gruppenphase hinaus.
Spielberechtigt sind Spieler, die ihr 23. Lebensjahr noch nicht vollendet haben und die myanmarische Staatsangehörigkeit besitzen.

## Bilanzen
| Olympische Spiele - 1992 bis 1996: Nicht teilgenommen - 2000 bis 2020: Nicht qualifiziert U-22-/23-Asienmeisterschaften - 2014: Gruppenphase - 2016 bis 2020: Nicht qualifiziert AFF U-23 Championship - 2005: Dritter - 2019: Gruppenphase - 2022: zurückgezogen Asienspiele - 2002 bis 2014: Nicht teilgenommen - 2018: Gruppenphase | Südostasienspiele - 2001: Dritter - 2003: Vierter - 2005: Gruppenphase - 2007: Zweiter - 2009: Gruppenphase - 2011: Dritter - 2013: Gruppenphase - 2015: Zweiter - 2017: Dritter |